# Ole Nielsen (Bogenschütze)
Ole Gammelgaard Nielsen (* 20. November 1965 in Silkeborg, Jütland) ist ein dänischer Bogenschütze.
Nielsen trat bei zwei Olympischen Spielen an. 1988 in Seoul wurde er im Einzel 56. und erreichte mit der Mannschaft Rang 11. Bei den Spielen 1992 in Barcelona war er zwar im Einzelstart als 26. stark verbessert; die Mannschaft konnte jedoch nur Platz 12 erreichen.
Nielsen startete für die Holstebro Bueskytteforening.
Nielsen wurde bei den Europa- und Weltmeisterschaften 1988 eingesetzt, belegte 1992 in der Rangliste der europäischen Bogenschützen Platz 1 und weltweit (wie im Vorjahr) Rang 3. Seit 1997 arbeitete Nielsen als Nationaltrainer und Teamchef für spätere Olympische Spiele.